# Vilborg Dagbjartsdóttir
Vilborg Dagbjartsdóttir est  une poète, femme politique féministe islandaise, née  le 18 juillet 1930 et morte le 16 septembre 2021.

## Biographie
Née dans les fjords de l'est de l'Islande, elle va faire ses études à Reykjavik, lors de ses 18 ans, puis au Danemark et en Écosse. Elle découvre le communisme et le féminisme, et prend une part active à la vie politique islandaise. En 1955, elle devient professeur,.
Elle est mariée et mère de deux enfants.

## Œuvre
Ses poèmes, traitant initialement de la nature, s'orientent par la suite sur des thématiques plus politiques et féministes. Elle est aussi célèbre pour ses romans destinés aux enfants.
- Alli Nalli og tunglið , 1959 (saga, littérature de jeunesse)
- Laufið á trjánum, 1960 (poésie)
- Sögur af Alla Nalla, 1965 (littérature de jeunesse)
- Dvergliljur, 1968 (poésie)
- Kyndilmessa, 1971(poésie)
- Langsum og þversum, 1979 (littérature de jeunesse)
- Tvær sögur um tunglið, 1981 [inclus : Alli Nalli og tunglið, Góða gamla tunglið mitt) (littérature de jeunesse)
- Ljóð, 1981
- Klukkan í turninum, 1992[3],[4].